# Mayerling (film, 1968)
Pour les articles homonymes, voir Mayerling (homonymie).
Pour plus de détails, voir Fiche technique et Distribution.
Mayerling est un film franco-britannique de Terence Young sorti en 1968. Il  retrace la tragique histoire d'amour de l'archiduc Rodolphe d'Autriche (joué par Omar Sharif) et sa maîtresse Marie Vetsera (interprétée par Catherine Deneuve), liaison qui débouche sur le drame de Mayerling.

## Synopsis
En 1888, l'archiduc Rodolphe, prince héritier austro-hongrois, est entré en conflit, pour des raisons à la fois personnelles et politiques, avec son père François-Joseph. Son mariage avec la princesse Stéphanie de Belgique ne le satisfait pas, pas davantage que l'évolution du régime politique. Au hasard d'une promenade il rencontre une jeune inconnue, Maria Vetsera, avec qui il entretient bientôt une liaison secrète, ce que son père l'empereur et sa femme, l'impératrice Élisabeth, désapprouvent. C'est alors qu'une révolte éclate en Hongrie. Rodolphe supplie son père l'empereur de prendre d'urgentes mesures pour réformer l'Empire austro-hongrois. Mais François-Joseph demeure inflexible quant à sa ligne de conduite politique. En outre, il envoie son fils en manœuvre et exile Maria à Venise.

## Fiche technique
- Titre : Mayerling
- Réalisation : Terence Young, assisté de Bernard Farrel
- Scénario : Terence Young d'après le roman The Archduke de Michel Arnold et sur base du roman éponyme de Claude Anet
- Dialogues : Denis Cannan et Joseph Kessel
- Photographie : Henri Alekan
- Montage : Monique Bonnot (non crédité)
- Direction artistique : Maurice Colasson et Tony Roman
- Décorateur de plateau : Georges Wakhévitch
- Costumes : Marcel Escoffier
- Musique : Francis Lai
- Production : Robert Dorfmann et Maurice Jacquin producteur associé
- Société de production : Associated British Picture Corporation, Les Films Corona et Winchester Productions
- Société de distribution : MGM
- Pays de production :  Royaume-Uni,  France
- Langue de tournage : anglais
- Format : couleur  (Technicolor) - 35 mm - 2,20:1/2,35:1 - Son : mono (Westrex Recording System)/ 70 mm 6-Track (UK release) (RCA Recording System)
- Durée : 140 minutes
- Genre : Drame historique, Romance
- Dates de sortie :
  - Royaume-Uni : 22 octobre 1968 (première à Londres)
  - France : 19 décembre 1968
  - États-Unis : 13 février 1969 (New York)

## Distribution
- Omar Sharif : Rodolphe de Habsbourg
- Catherine Deneuve : Marie Vetsera
- James Mason : l'empereur François-Joseph
- Ava Gardner : l'impératrice Élisabeth
- James Robertson Justice : Edward, prince de Galles
- Geneviève Page : la comtesse Marie Larisch
- Ivan Desny : Joseph Hoyos
- Bernard Lajarrige : Loschek
- Maurice Teynac : Moritz Szeps
- Andréa Parisy : l'archiduchesse Stéphanie
- Fabienne Dali : Mizzi Kaspar
- Charles Millot : le comte Taafe
- Jacques Berthier : l'archiduc Jean Salvator
- Roger Pigaut : le comte Karolyi
- Mony Dalmès : la baronne Hélène Vetsera
- Alain Saury : Alexander Baltazzi
- Véronique Vendell : Lisl Stockau
- Lyne Chardonnet : Hannah Vetsera
- Moustache : Bratfish
- Roger Lumont : l'inspecteur Losch
- Jacqueline Lavielle : Marinka
- Jean-Claude Bercq : Michel de Bragance
- Jean-Michel Rouzière : le chef de police
- Jacques Ciron : un fonctionnaire de police
- Irene von Meyendorff : Theresa Stockau
- Liane Daydé : la danseuse "Giselle"
- Howard Vernon (non crédité) : le prince Montenuovo
- Friedrich von Ledebur (non crédité) : Hofmarschall
- Laure Paillette : la vieille amie des Vetsera